# 張海瀾
張海瀾，贵州石阡人，清朝政治人物、同進士出身。

## 生平
嘉慶二十二年（1817年）丁丑科進士，三甲一百五十二名。历官内阁中书，出為川东道。